# Herman Karel Volbeda
Herman Karel Volbeda, vooral bekend als H.K. Volbeda, (Doesburg, 11 september 1908 - Almelo, 24 januari 1978) was een Nederlands bedrijfskundige en hoogleraar Technische Bedrijfsleer aan de Technische Hogeschool Delft en de Technische Hogeschool Twente, bekend van zijn methodesstudies en theorie over kwaliteitsbeheersing.

## Levensloop
Volbeda was geboren in Doesburg in 1908, zoon van Pieter Volbeda en Anna Maria (de Jong) Volbeda. Hij studeerde af in werktuigbouwkunde aan de Technische Hogeschool Delft in 1934. Na zijn studie heeft hij enige tijd gewerkt bij Philips in Eindhoven. In 1953 was hij adjunct-directeur bij de Koninklijke Stoomweverij te Nijverdal N.V. in Almelo.
Terug in Delft werd hij in 1957 hoogleraar technische bedrijfsleer als opvolger van Berend Willem Berenschot. Vanaf 1958 was Volbeda tevens de eerste rector van de Stichting Interacademische Opleiding Organisatiekunde (SIOO).
In 1964 vertrok Volbeda naar de Technische Hogeschool Twente waar hij hoogleraar bedrijfskunde werd aan de afdeling der algemene wetenschappen. In Delft werd hij opgevolgd door Jacob Louis Mey. In Twente was Volbeda onder andere betrokken bij de promotie van Geert Hofstede.

## Werk

### Theorie over kwaliteitsbeheersing
Volbeda heeft nationaal en internationaal een bijdrage geleverd aan de studie van methodes voor en de theorievorming over kwaliteitsbeheersing. In 1952 publiceerde hij een werk over kwaliteitszorg voor het Nederlandsch Instituut voor Efficiency (NIVE). In die tijd trad hij toe tot het bestuur van de Stichting Kwaliteitsdienst voor de Industrie, dat onder leiding stond van Berend Willem Berenschot. Eind jaren 1950 werkte hij samen met het KIVI in een werkgroep aan een visie op kwaliteit als organisatieprobleem. Gezamenlijk publiceerde ze een rapport over de organisatorische aspecten van het kwaliteitsbeleid.
Volgens Volbeda werd productkwaliteit bepaald door de mate van overeenkomst met de productspecificaties. Zo stelde hij in 1963/64:
"...The manufacturing process is not so much a production process as it is a process of reproduction .... The order to the production department, therefore, is for the manufacture of one or many copies, which should resemble as closely as possible what preceding departments have laid down".
In 1963/64 verzorgde hij de redactie van het verslag van de zevende Europese conferentie, getiteld "quality control cost reduction through quality control" in Copenhagen.

### Het industriële gebruik van machines, 1957
In 1957 hield Volbeda zijn inaugurele rede, getiteld "Het industriële gebruik van machines: een verkenning langs de grenzen der werktuigbouwkunde". Volgens het Haarlems Dagblad (1957) had hij in deze rede een uitgesproken mening over de algemene opzet van de ingenieursopleiding in Delft:
"De opleiding in Delft dient op een brede basis van mathematische, fysische en algemeen technische kennis te berusten, waarop in latere studiejaren de kolommen van specialisaties wordt opgericht. Het behoort echter eveneens tot de taak der ingenieursopleiding de grondslag te leggen voor later ontspecialisatie, welke bij het groeien naar grotere verantwoordelijkheid onmisbaar is."
Over de noodzaak van een bedrijfskundige kennis voor de ingenieur stelde Volbeda verder:
"Bij analyse blijkt tenslotte hoe de ingenieur, die bij het gebruik van machines in de industrie betrokken wordt, telkens aanloopt tegen de grenzen van zijn vak. Hij stuit onvermijdelijk op bedrijfs-economische, sociologische, psychologische en medisch-fysiologische problemen. Op de hieruit voortvloeiende noodzaak tot het uitbreiden van de kennis van de ingenieur..."

### Inleiding algemene bedrijfsleer, 1957
Volbeda was in Delft de vierde professor in de bedrijfsleer, en de eerste die een collegedictaat "Inleiding algemene bedrijfsleer" schreef. Dit vak is nog zo'n vijftig jaar lang onderwezen. In zijn tijd was dit vak echter wel het enige onderwijs in algemene bedrijfsleer en industriële organisatie in het pre-kandidaats studieprogramma van de Technische Hogeschool Delft.
Verder was de impact van zijn werk aan de Technische Hogeschool Delft discutabel. Volgens het KIVI (1975) kende Delft "al lang een eenzame leerstoel (achtereenvolgens Volmer, Goudriaan, Berenschot, Volbeda) voor bedrijfsorganisatie die door gebrek aan belangstelling van de meeste technische hoogleraren nauwelijks een bijdrage kon leveren aan de opleiding tot organisatie-ingenieur..."

### Bedrijfsorganisatie in beweging, 1959
In het artikel "Bedrijfsorganisatie in beweging" uit 1959 gaf Volbeda volgens Kops (1961) een "helder overzicht van de technisch- organisatorische en bedrijfseconomisch-administratieve wijzigingen in de ondernemingen."

## Publicaties
- 1952. Kwaliteitszorg. 's-Gravenhage: Nederlands Instituut voor Efficiency.
- 1957. Het industriële gebruik van machines: een verkenning langs de grenzen der werktuigbouwkunde. Inaugurele rede Delft. Almelo: Landhuis.
- 1957. Inleiding algemene bedrijfsleer (bb-1). Met G.Ph Koudijs. Collegedictaat cursus 1957-'58 Technische Hogeschool Delft. 504 pag.
- 1964. Proceedings of the 7th European conference on "quality control cost reduction through quality control" in Copenhagen 2-4 september 1963. (Red.). European Organisation for Quality Control.
- 1968. Theorie en praktijk van de organisatie. Rectorale rede Stichting Interacademiale Opleiding Organisatiekunde.

Artikelen, een selectie
- 1959. "Bedrijfsorganisatie in beweging". In: M. Rooij (red) Ondernemend Nederland, zestig jaar ontplooiing, 1899-1959. H.E. Stenfert Kroese.

- Nederlandse Thesaurus van Auteursnamen: 260318507
- Virtual International Authority File: 287880655
- WorldCat: E39PBJxWP6xkQchWyT8Jvk7vHC